# Bachaquero
Bachaquero és una ciutat veneçolana, capital del municipi Valmore Rodríguez, al nord-oest del país, en l'estat Zulia. Per a 2005, aquesta ciutat tenia uns 49.320 habitants.